# 박정빈
박정빈(朴貞彬, 1994년 2월 22일 ~ )은 대한민국의 축구 선수로 포지션은 윙어이다. 현재 리그 2의 로데스 AF에서 뛰고있다.

## 구단 경력
2013년 1월 19일 SpVgg 그로이터 퓌르트 소속으로 알리안츠 아레나에서 열린 바이에른 뮌헨과의 원정 경기에서 분데스리가 데뷔전을 가졌다.
2019년 11월 18일 덴마크 슈퍼리그 팀인 비보르에서 자유계약 신분으로 스위스 슈퍼리그의 팀인 세르베트로 이적하게 된다.
같은 해 12월 8일 취리히와의 리그경기에 선발 출전 3골을 넣어 해트트릭을 기록하게 된다. (이적후 3경기 만의 결과이다.)
2020년 12월 30일, 스위스 슈퍼리그 세르베트 제네바에서 한국 K리그1 FC 서울로 이적하였다. 2022년 5월 12일, 상호 합의간 계약 해지로 팀을 떠났다.
2022년 8월 15일, 리그 2의 로데스 AF로 이적했다.